# 杰诺拉 (犹他州)
杰诺拉（英語：Genola）是美国犹他州犹他县下属的一座城市。面积大约为13.85平方英里（35.9平方公里），海拔约为4,600英尺（1,400米）。根据2010年美国人口普查，该市有人口1,370人。